# Mesolithische Bestattung von Rathsdorf
Die mesolithische Bestattung von Rathsdorf ist eine mittelsteinzeitliche Körperbestattung eines vermutlich weiblichen menschlichen Individuums aus dem späten 6. Jahrtausend v. Chr. Sie wurde 2008 bei Rathsdorf, einem Ortsteil von Wriezen im Landkreis Märkisch-Oderland (Brandenburg), entdeckt.

## Lage
Die Fundstelle befindet sich knapp 900 m nordöstlich von Rathsdorf am Nordwestrand des Oderbruchs auf einer sanften Erhebung namens Eichwerder. Hier wurde 2008 parallel zur B 167 ein etwa nord-südlich verlaufender 300 m langer und 30 m breiter Schnitt angelegt. Am Nordende des Schnitts wurde die mesolithische Bestattung entdeckt. Weitere Befunde stammen aus dem Spätneolithikum, der späten Bronzezeit, der jüngeren römischen Kaiserzeit, dem slawischen Frühmittelalter und dem Hochmittelalter.
Rathsdorf ist einer von nur fünf bekannten mittelsteinzeitlichen Bestattungsplätzen in Brandenburg. Die anderen sind Groß Fredenwalde (Landkreis Uckermark) mit sieben Individuen, Criewen (Landkreis Uckermark) mit zwei Individuen, Kolberg (Landkreis Dahme-Spreewald) mit einem Individuum und Liepe (Landkreis Barnim) mit einem Individuum.
Die Lage auf erhöhter Position in Gewässernähe teilt die Bestattung mit anderen mesolithischen Gräbern, beispielsweise in Groß Fredenwalde und Criewen (beide Brandenburg), Rothenklempenow (Mecklenburg-Vorpommern), Janisławice (Polen), Skateholm (Skåne län, Schweden) und Spiginas (Litauen).

## Forschungsgeschichte
Das Grab wurde 2008 im Zuge einer Rettungsgrabung unter Leitung von Ralf Lehmphul entdeckt, die im Vorfeld der Errichtung der OPAL-Erdgaspipeline stattfand. Am letzten Grabungstag wurde es im Block geborgen und ins Brandenburgische Landesamt für Denkmalpflege nach Wünsdorf verbracht. 2013 wurde der Fund von Maha Ismail-Weber erstmals ausführlich der Öffentlichkeit vorgestellt. Eine abschließende Publikation der anthropologischen Untersuchungen steht Stand 2023 noch aus.

## Beschreibung

### Das Grab
Das Grab bestand aus einer ost-westlich orientierten, wahrscheinlich ovalen Erdgrube mit einer Länge von etwa 1,50 m und einer Breite von etwa 0,65 m. Im Profil verjüngte sich die Grubenbreite nach unten von 0,5 m auf 0,3 m. Die Grube war durch Sedimente in die darunterliegenden periglazialen Ablagerungen eingetieft worden und mit rotem Sediment und geflecktem graubraunem Sand verfüllt worden. Letzterer ist vom umgebenden Boden kaum zu unterscheiden. Deswegen und aufgrund einiger Störungen sind die exakte Form und Größe der Grube nicht sicher zu ermitteln.
Südlich und westlich des bestatteten Individuums lagen mehrere größere Steine, die wahrscheinlich Teil der Grabes waren. Eventuell markierten sie den Grubenrand. Zwei weitere Steine lagen in der Grube auf den Unterschenkeln des Individuums, wo sie offenbar absichtlich platziert worden waren.
An mehreren Stellen der Grube befanden sich absichtlich eingebrachte Anhäufungen von Eisenoxid-Pulver. Diese sind zu unterscheiden von dem orangeroten Sediment, mit dem die gesamte Grube durchsetzt ist. Hier wurde Eisenoxid durch natürliche Prozesse, insbesondere wiederholte Überschwemmungen, ausgefällt.

### Das Skelett
Das Individuum war in halb sitzender, halb liegender Position bestattet worden. Der Rücken war gegen die östliche Grubenwand gelehnt, der Kopf nach vorn und leicht nach links geneigt. Die Beine waren gestreckt. Die Arme waren angewinkelt und die Hände ruhten auf der rechten Hüfte. Der Erhaltungszustand der Knochen ist überwiegend gut. Teile des Schädels, der rechte Oberarm, die linke Hüfte und der linke Fuß wurden allerdings in einem äußerst schlechten Zustand vorgefunden.
Eine sichere Geschlechtsbestimmung wurde bislang noch nicht vorgenommen und wird auch durch den schlechten Erhaltungszustand der Hüfte erschwert. Die Anthropologin Bettina Jungklaus kam bei einer ersten Analyse des Schädels jedoch zu dem Schluss, dass es sich wahrscheinlich um das Skelett einer Frau handelt. Zum Sterbealter kann aktuell nur gesagt werden, dass es sich um ein erwachsenes Individuum handelt.

### Die Beigaben
An Beigaben enthielt das Grab mindestens 132 Tierzähne, von denen einige durchlocht waren. Mehrere Zähne stammten vom Rothirsch, mindestens einer vom Auerochsen. Die Zähne lagen an vier Stellen in Grab: Die erste Gruppe bestand aus etwa 25 Zähnen, die dicht beieinander an der rechten Seite des Schädels gefunden wurden. Keiner dieser Zähne war durchlocht. Möglicherweise waren sie in einem Beutel aus vergänglichem Material niedergelegt worden. Weitere 32 Zähne lagen vor dem Schädel. Möglicherweise waren sie ursprünglich Teil einer Kopfbedeckung. Mindestens 57 Zähne wurden im Bereich des oberen Brustkorbs gefunden und werden als Bestandteile einer Kette interpretiert. Ein einzelner Zahn wurde unter einem Oberarm gefunden. Seine ursprüngliche Bestimmung ist unklar. Eine vierte Gruppe aus mindestens 17 Zähnen lag im Bereich des Bauchs und der Hüfte und gehörte vermutlich zur Kleidung.
Neben dem rechten Unterschenkel des Individuums lag ein Knochenpfriem, gefertigt aus einem der Länge nach gespaltenen Mittelfußknochen eines Rehs. Der Pfriem hat eine Länge von 13,1 cm und ein Gewicht von 10,8 g. Die stark polierte Oberfläche am distalen Ende deutet auf intensive Benutzung des Werkzeugs vor der Verwendung als Grabbeigabe hin.
Links neben dem Unterkiefer des Individuums wurde eine 4,4 cm lange Klinge aus Feuerstein gefunden. Neben dem rechten Bein lagen zwei kleine unmodifizierte Abschläge von 2,0 cm und 2,3 cm Länge.
Die Anhäufungen von Eisenoxid könnten auf weitere Beigaben hindeuten, die sich aufgrund ihres Materials nicht erhalten haben.

## Datierung
Anhand eines verkohlten Stücks Kiefernholz aus der Grabgrube konnte die Bestattung mittels Radiokarbonmethode auf ein Alter von 6290±40 BP (5368–5207 cal. BC) datiert werden. Eine weitere Probe aus dem linken Unterschenkel des bestatteten Individuums lieferte aufgrund des Fehlens von Kollagen kein Ergebnis.
Diese Messungen verorten die Bestattung ins jüngere Atlantikum und damit in eine Zeit, in der in Brandenburg mittelsteinzeitliche Jäger und Sammler und erste jungsteinzeitliche Bauern und Viehzüchter nebeneinander lebten.